# František Šterc
František Šterc (ur. 27 stycznia 1912 w Šlapanicach, zm. 31 października 1978 w Brnie) – czechosłowacki piłkarz, reprezentant kraju, grający na pozycji pomocnika.

## Kariera klubowa
Šterc urodził się w Šlapanicach i to w tym mieście w 1930 rozpoczął swoją przygodę z piłką. Dołączył do SK Šlapanice, którego piłkarzem był przez kolejne 2 lata. 
W 1932 dołączył do SK Židenice. W zespole tym przez 6 lat wystąpił w 62 meczach ligowych, w których strzelił 32 bramki. W 1938 powrócił do SK Šlapanice, w którym w 1940 zakończył karierę piłkarską.        
| Sezon   | Klub         | Kraj           | Rozgrywki         | Mecze | Bramki |
| ------- | ------------ | -------------- | ----------------- | ----- | ------ |
| 1930/31 | SK Šlapanice | Czechosłowacja |                   |       |        |
| 1931/32 | SK Šlapanice | Czechosłowacja |                   |       |        |
| 1932/33 | SK Židenice  | Czechosłowacja |                   |       | 16     |
| 1933/34 | SK Židenice  | Czechosłowacja | 1. asociační liga | 15    | 5      |
| 1934/35 | SK Židenice  | Czechosłowacja | Státní liga       | 22    | 15     |
| 1935/36 | SK Židenice  | Czechosłowacja | Státní liga       | 17    | 9      |
| 1936/37 | SK Židenice  | Czechosłowacja | Státní liga       | 2     | 0      |
| 1937/38 | SK Židenice  | Czechosłowacja | Státní liga       | 5     | 3      |
| 1938/39 | SK Šlapanice | Czechosłowacja |                   |       |        |
| 1933/40 | SK Šlapanice | Czechosłowacja |                   |       |        |

## Kariera reprezentacyjna
Šterc został powołany na Mistrzostwa Świata 1934, jednak cały turniej przesiedział na ławce rezerwowych. Pierwszy mecz w drużynie narodowej zagrał 23 września 1934 przeciwko Austrii, zakończony remisem 2:2. Drugie i zarazem ostatnie spotkanie w reprezentacji rozegrał 6 września 1935. Przeciwnikiem była Jugosławia, a mecz zakończył się bezbramkowym remisem. 
| Mecze i gole w reprezentacji | Mecze i gole w reprezentacji | Mecze i gole w reprezentacji | Mecze i gole w reprezentacji | Mecze i gole w reprezentacji | Mecze i gole w reprezentacji | Mecze i gole w reprezentacji |
| #                            | Data                         | Miasto                       | Przeciwnik                   | Gol                          | Wynik                        | Rozgrywki                    |
| ---------------------------- | ---------------------------- | ---------------------------- | ---------------------------- | ---------------------------- | ---------------------------- | ---------------------------- |
| 1.                           | 23.09.1934                   | Wiedeń                       | Austria                      |                              | 2:2                          | Puchar Europy Środkowej      |
| 2.                           | 06.09.1935                   | Belgrad                      | Jugosławia                   |                              | 0:0                          | towarzyski                   |

## Sukcesy
Czechosłowacja
- Mistrzostwa Świata 1934: 2. miejsce